# منتخب سلوفاكيا للكريكت
منتخب سلوفاكيا الوطني للكريكت (بالسلوفاكية: Slovenské národné kriketové družstvo mužov)‏ هو ممثل سلوفاكيا الرسمي في المنافسات الدولية في الكريكت.